# Arborele sephiroth

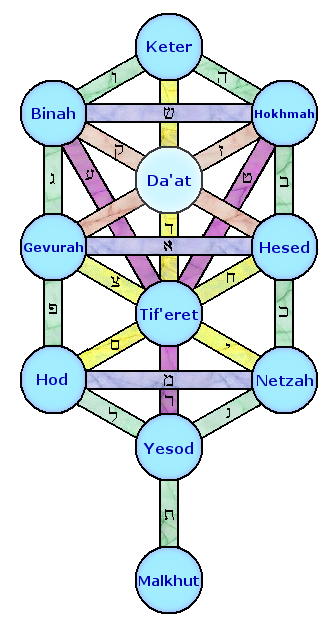
Arborele sephirot

Arborele sephirot arborele vieții în ideologia iudaică este arborele creației.
Arborele vieții se compune din trei triunghiuri, unul cu vârful în sus, deasupra și două cu vârful în jos, sub el. Există nouă sfere, câte una în fiecare vârf de triunghi, plus încă două, una aflată între cele două triunghiuri de sus și una chiar în partea cea mai de jos. Cuvântul ebraic pentru aceste sfere este sephirah (pl. Sephiroth) care înseamnă număr. Cu excepția "sferei fără număr" celelalte 10 sunt numerotate. Ordinea numerotării se spune că ar fi ordinea actului creației.
Triunghiul superior se referă la aspectul spiritual al persoanei, acea parte care este conectată cu toate celelalte ființe și lucruri existente.El este câteodată numit Triunghiul divin și reprezintă domeniul transpersonalului.
Triunghiul din mijloc se referă la sufletul individual, acea parte din Spiritul total care s-a desprins din el ca o scânteie separată de suflet.
Triunghiul de jos se referă la personalitate, compusă din gânduri, sentimente, senzații și domeniul subconștientului.
Cele patru sfere care se găsesc la baza Arborelui, respectiv Malkuth, Hod, Netzach și Yesod reprezintă personalitatea noastră.
Întâmplările trecute sunt atribuite lui Yesod.
Gândurile Hod Sentimentele Netzach și Senzațiile Malkuth sunt Prezentul.
Cele trei sfere sunt deci sferele prezentului. Toată conștientizarea din momentul aici și acum indiferent unde ne aflăm și ce facem, este o combinație de gânduri, sentimente și senzații.
Tiphareth, Geburah și Chesed reprezintă sferele sufletului.
Binah, Chokma și Kether reprezintă sferele spiritului.
Arborele poate fi privit si ca fiind format din trei coloane care corespund celor trei canale de energie, considerate de mistica orientală ca parcurgând corpul (coloana din mijloc corespunde coloanei vertebrale).
Arborele prezintă șapte planuri care sunt aproximativ echivalente cu cele șapte chakre sau “centre energetice" din mistica orientală.
Sfera din partea de jos a arborelui, de unde încep întotdeauna explorările cabalistice, se numește Malkuth ea reprezintă simțurile noastre și însăși planeta Pământ, fiind veriga prin care experiențele noastre interioare se corelează cu ceea ce se întâmplă în afara noastră. Mai poartă denumirea și de "Poartă"
Malkuth înseamnă experiență directă prin simțuri.
Malkuth reprezintă și rezultatul final al actului creației, întreaga lume fizică existentă, cu tot ce este în ea.